# Amalgaviridae
Amalgaviridae es una familia de virus de ARN bicatenario que infectan plantas y hongos. En las plantas se transmiten verticalmente a través de las semillas. La familia contiene dos géneros y diez especies.

## Características
Los genomas de los amalgavirus son monopartitos y tienen una longitud de aproximadamente 3,5 kilobases. Tienen dos marcos de lectura abiertos parcialmente superpuestos que codifican la ARN polimerasa dependiente de ARN (RdRP) y una supuesta proteína de la cápside. Están compuestos por una nucleocápside similar a la de los Phlebovirus y Tenuivirus, sin envoltura vírica. La replicación viral se produce en el núcleo.

## Origen y evolución
Se ha sugerido que los amalgavirus se originaron mediante un evento de recombinación genética entre virus de ARN bicatenario y virus de ARN monocatenario negativo. Los análisis filogenéticos indican que la RdRP de los amalgavirus forma un grupo hermano de las RdRP de los partitivirus (Partitiviridae) e hipovirus (Hypoviridae) que tienen genomas de ARN bicatenario segmentados (bipartitos) y que infectan plantas, hongos y protistas. Por el contrario, las supuestas proteínas de la cápside de los amalgavirus es homóloga a las proteínas de las nucleocápsides de los virus de ARN monocatenario negativo de los géneros Phlebovirus y Tenuivirus (Phenuiviridae).

## Géneros y especies
Contiene los siguientes géneros y especies:
- Amalgavirus
  - Allium cepa amalgavirus 1
  - Allium cepa amalgavirus 2
  - Blueberry latent virus
  - Rhododendron virus A
  - Southern tomato virus
  - Spinach amalgavirus 1
  - Vicia cryptic virus M
  - Zoostera marina amalgavirus 1
  - Zoostera marina amalgavirus 2
- Zybavirus
  - Zygosaccharomyces bailii virus Z

El género Amalgavirus infecta plantas, mientras que Zybavirus infecta hongos.